# DEPA
DEPA Dimosia Epichirisi Paroxis Aeriou (en grec:Δημόσια Επιχείρηση Παροχής Αερίου - ΔΕΠΑ) és una empresa pública de gas natural per al subministrament de Grècia. Opera dins de la jurisdicció del Ministeri de Foment. El 2005, per tal de liberalitzar el mercat de gas natural, va ser creada l'empresa DESFA SA com una propietat subsidiària per al transport de gas natural dintre de Grècia. Des d'aleshores, DEPA ven gas a grans consumidors i a les empreses de subministrament de gas. El gas natural és importat per gasoductes de Bulgària i Turquia i el gas natural és liquat a la Terminal de GNL Revithoussa.
DEPA També és el patrocinador de la samarreta para del club de futbol amb seu a Tessalònica el PAOK FC.